# Fun House (альбом)
Fun House — второй альбом американской прото-панк-группы The Stooges, вышедший в 1970 году.

## Об альбоме
Диск был записан в мае 1970 года, релиз состоялся в июле того же года. Как и его предшественник The Stooges, Funhouse продавался довольно плохо, однако впоследствии он был назван многими музыкантами, особенно панк-рокерами, альбомом, который значительно повлиял на их творчество.
Все песни были записаны группой в студии вживую, с минимумом каких-либо наложений; часть шероховатостей записи осталась на пластинке. Первоначально группа хотела поставить открывающим треком «Loose», однако лейбл Elektra заменил его на «Down on the Street» как «более мощное начало».
В 1985 г. певец Генри Роллинз назвал Fun House одним из своих любимых альбомов в интервью журналу Spin. В 2003 году журнал Rolling Stone поместил Fun House на 191 место в списке «500 величайших альбомов всех времён». В 2007 году журнал Q провёл голосование, по итогам которого Funhouse получил титул «Самый громкий альбом всех времён» (англ. Loudest Album Ever). Музыкант и продюсер Стив Альбини назвал Fun House своим самым любимым альбомом.
Альбом помещен на четвёртую строчку в списке «40 величайших панк-альбомов всех времен» по версии журнала Rolling Stone в 2016 году.

## Список композиций

### Оригинальный релиз
Слова и музыка всех песен — The Stooges.
| №  | Название             | Длительность |
| -- | -------------------- | ------------ |
| 1. | «Down on the Street» | 3:42         |
| 2. | «Loose»              | 3:33         |
| 3. | «T.V. Eye»           | 4:17         |
| 4. | «Dirt»               | 7:00         |

| №  | Название                                     | Длительность |
| -- | -------------------------------------------- | ------------ |
| 5. | «1970» (также известна как «I Feel Alright») | 5:14         |
| 6. | «Fun House»                                  | 7:45         |
| 7. | «L.A. Blues»                                 | 4:52         |

### Переиздание 2005 года
Слова и музыка всех песен — The Stooges.
| №  | Название                                     | Длительность |
| -- | -------------------------------------------- | ------------ |
| 1. | «Down on the Street»                         | 3:43         |
| 2. | «Loose»                                      | 3:34         |
| 3. | «T.V. Eye»                                   | 4:17         |
| 4. | «Dirt»                                       | 7:03         |
| 5. | «1970» (также известна как «I Feel Alright») | 5:15         |
| 6. | «Fun House»                                  | 7:47         |
| 7. | «L.A. Blues»                                 | 4:57         |

| №   | Название                             | Длительность |
| --- | ------------------------------------ | ------------ |
| 8.  | «T.V. Eye (Takes 7 & 8)»             | 6:01         |
| 9.  | «Loose (Demo)»                       | 1:16         |
| 10. | «Loose (Take 2)»                     | 3:42         |
| 11. | «Loose (Take 2)»                     | 3:42         |
| 12. | «Lost in the Future (Take 1)»        | 5:50         |
| 13. | «Down on the Street (Take 1)»        | 2:22         |
| 14. | «Down on the Street (Take 8)»        | 4:10         |
| 15. | «Dirt (Take 4)»                      | 7:09         |
| 16. | «Slide (Slidin' the Blues) (Take 1)» | 4:38         |
| 17. | «1970 (Take 3)»                      | 7:29         |
| 18. | «Fun House (Take 2)»                 | 9:30         |
| 19. | «Fun House (Take 3)»                 | 11:29        |
| 20. | «Down on the Street (Single Mix)»    | 2:43         |
| 21. | «1970 (Single Mix)»                  | 3:21         |

## Участники записи
- Игги Поп — вокал
- Рон Эштон — гитара
- Дэйв Александер — бас-гитара
- Скотт Эштон — ударные
- Стив МакКей — саксофон